# Gianni Caldana
Gianni Caldana (né le 19 novembre 1913 à Vicence et mort le 6 septembre 1995 à Sirmione) est un athlète italien spécialiste du 100 m plat, 110 m haies et longueur. Licencié au Giglio Rosso, il mesure 1,80 m pour 70 kg.

## Biographie

### Palmarès
| Date | Compétition           | Lieu   | Résultat | Épreuve          | Performance |
| ---- | --------------------- | ------ | -------- | ---------------- | ----------- |
| 1936 | Jeux olympiques d'été | Berlin | 12e      | Saut en longueur | 7,26 m      |
| 1936 | Jeux olympiques d'été | Berlin | 2e       | 4 × 100 m        | 41 s 1      |
| 1938 | Championnats d'Europe | Paris  | 4e       | 4 × 100 m        | 41 s 3      |

### Records
| Épreuve          | Performance | Lieu    | Date    |
| ---------------- | ----------- | ------- | ------- |
| 100 mètres       | Inconnu     | Inconnu | Inconnu |
| 110 mètres haies | 14 s 7      |         | 1940    |
| Saut en longueur | 7,50 m      |         | 1936    |